# Шумилина, Кристина Михайловна
Кристина Михайловна Шумилина (родилась 17 августа 1990 года). — российская хоккеистка на траве, нападающая клуба «Динамо-Электросталь» и женской сборной России. Мастер спорта России.

## Биография
Воспитанница «Динамо-Электросталь», в прошлом выступала за «Дончанку» и за «ЦСП Крылатское» (Измайлово). В составе сборной России дебютировала в 2010 году в отборе к чемпионату мира на квалификационном турнире в Казани, где россиянки заняли 3-е место. В 2012 году признана лучшей хоккеисткой года в России по версии Федерации хоккея на траве России.
В 2013 году в составе женской сборной России Кристина стала серебряным призёром Универсиады в Казани, отмечена благодарностью Президента Российской Федерации за высокие спортивные достижения на XXVII Всемирной летней универсиаде 2013 года в городе Казани. В 2015 году стала чемпионкой России в составе «ЦСП Крылатское». Взяла паузу после рождения ребёнка, вернувшись в 2018 году в состав «Динамо-Электростали» и сборной России. В 2019 году выступала на чемпионате Европы и отметилась голом в ворота женской сборной Белоруссии (победа 5:0).